# Grupello Verlag
Der Grupello Verlag wurde 1990 in Düsseldorf vom ehemaligen Lektor des Berliner Oberbaum-Verlages Bruno Kehrein gegründet. Das Verlagsprogramm setzt sich aus Sachbüchern, Bildbänden, Wissenschaft und Belletristik zusammen. Seit 2005 gibt der Verlag zudem Quiz-Boxen zu Städten und Regionen heraus.
Zu den Autoren gehören beispielsweise Heinz Czechowski, Nevfel Cumart, Renata Jaworska, Kai Metzger, Marcus Schwier, Joachim Stallecker, Tatjana Kuschtewskaja und Joachim Klinger, der auch Werke anderer Autoren des Verlags illustriert.